# 穆爾縣 (德克薩斯州)
穆爾縣（英語：Moore County）是美國德克薩斯州北部的一個縣。面積2,356平方公里。根據美國2000年人口普查，共有人口20,121人。縣治杜馬（Dumas）。
成立於1876年8月21日，縣政府成立於1892年7月6日。本縣紀念德克薩斯海軍司令埃德溫·W·穆爾（Edwin Ward Moore）。